# Liste chronologique de jeux vidéo de rôle
La date indiquée est celle de la première sortie, continents et versions confondus.

## Années 1970

### 1974
- Dnd

### 1975
- Dungeon
- Tunnels et Trolls

## Années 1980

### 1980
- Akalabeth
- Hellfire Warrior
- Odyssey: The Compleat Apventure
- Rogue

### 1981
- Dragon's Eye
- Empire I: World Builders
- Ultima I
- Wizardry: Proving Grounds of the Mad Overlord

### 1982
- Telengard
- Tunnels of Doom
- Ultima II

### 1983
- Galactic Adventures
- Gateway to Apshai
- Moria
- Standing Stones
- Ultima III

### 1984
- Hydlide
- Questron
- Mandragore

### 1985
- Alternate Reality
- Bard's Tale
- Phantasie
- Ultima IV

### 1986
- Dragon Quest
- Starflight
- Tera
- The Legend of Zelda

### 1987
- Dragon Quest II
- Dungeon Master
- Final Fantasy
- Might and Magic: The Secret of the Inner Sanctum
- Phantasy Star
- Ys

### 1988
- Dragon Quest III
- Final Fantasy II
- Might and Magic II: Gates to Another World
- Pool of Radiance
- Ultima V
- Wasteland

### 1989
- Chaos Strikes Back
- Faria: A World of Mystery and Danger!
- Chevaliers de l'An Mil, Les
- Legend of the Ghost Lion
- Phantasy Star II
- Sentinel Worlds I: Future Magic
- Starflight 2
- Super Hydlide
- Sweet Home

## Années 1990

### 1990
- Aretha
- Buck Rogers: Countdown to Doomsday
- Burai: Hachigyoku no yūshi densetsu
- Champions of Krynn
- Cyber Knight
- Dragon Quest IV
- Drakkhen
- Eye of the Beholder
- Final Fantasy III
- Hard Nova
- Lost Souls (MUD) (en)
- Ultima VI

### 1991
- Aretha II
- Arcus Odyssey
- Crystals of Arborea
- Ninja Burai Densetsu
- Eye of the Beholder II: The Legend of Darkmoon
- Final Fantasy IV
- Gateway to the Savage Frontier
- Mystic Quest
- Might and Magic III: Isles of Terra
- Phantasy Star III: Generations of Doom
- Shining in the Darkness

### 1992
- Aretha III
- Buck Rogers: Matrix Cubed
- Challenge of the Five Realms
- Darklands
- Dragon Quest V
- Final Fantasy V
- Hokuto no Ken 5: Tenma Ryuuseiden Ai Zesshou
- Ishar
- Maka Maka
- Might and Magic IV: Clouds of Xeen
- Mystic Quest Legend
- Phantasy Star Adventure
- Phantasy Star Gaiden
- Traysia
- Treasures of the Savage Frontier
- Ultima VII
- Ultima Underworld: The Stygian Abyss
- Ultima Underworld II: Labyrinth of Worlds
- Romancing SaGa

### 1993
- Aretha: The Super Famicom
- Breath of Fire
- Betrayal at Krondor
- Dungeon Hack
- Dungeon Master 2
- Forgotten Realms: Unlimited Adventures
- Hiōden: Mamono-tachi tono Chikai
- Ishar 2
- Lands of Lore
- Might and Magic V : la Face cachée de Xeen
- Mouryou Senki MADARA 2
- Secret of Mana
- Secret of the Stars
- Romancing SaGa 2
- Ryuki Heidan Danzalv
- The Twisted Tales of Spike McFang
- Trinea

### 1994
- Aretha II: Ariel no Fushigi na Tabi
- Breath of Fire II
- Dark Kingdom
- Down the World: Mervil's Ambition
- EarthBound
- Final Fantasy VI
- Haō Taikei Ryū Knight: Road of Paladin
- Ishar 3
- Kabuki Rocks
- Kishin Kourinden ONI
- Live A Live
- Magna Braban: Henreki no Yusha
- Phantasy Star IV: The End of the Millennium
- The Elder Scrolls: Arena
- System Shock
- Ultima VIII

### 1995
- Blue Seed: Kushinada Hirokuden
- Bounty Sword
- Chou Mahou Tairiku Wozz
- Chrono Trigger
- Dragon Quest VI
- DunQuest: Majin Fuuin no Densetsu
- Hi no Ouji: Yamato Takeru
- Light Crusader
- Mahōjin Guru Guru
- Maten Densetsu: Senritsu no Ooparts
- Rejoice: Aretha Oukoku no Kanata
- Ruin Arm
- Secret of Evermore
- Seiken Densetsu 3
- Shin Seikoku: La Wares
- Suikoden
- Tales of Phantasia
- Terranigma
- Romancing SaGa 3

### 1996
- Bakumatsu Kourinden ONI
- The Elder Scrolls II: Daggerfall
- Madara Saga: Youchien Senki Madara
- Mahoujin Guru Guru 2
- Monstania
- Radical Dreamers
- Shining the Holy Ark
- Super Mario RPG: Legend of the Seven Stars
- Wild Arms
- Rudra no Hihou
- Star Ocean

### 1997
- Breath of Fire III
- Diablo
- Dark Law: Meaning of Death
- An Elder Scrolls Legend: Battlespire
- Fallout
- Final Fantasy VII
- Grandia
- Lands of Lore 2: Guardians of Destiny
- Milandra
- Paneltia Story
- SaGa Frontier
- Solid Runner
- Tales of Destiny
- Ultima Online

### 1998
- Baldur's Gate
- Dungeon Master Nexus
- The Elder Scrolls Adventures: Redguard
- Fallout 2
- Hexplore
- Legend of Legaia
- Lineage
- Might and Magic VI: The Mandate of Heaven
- Panzer Dragoon Saga
- Xenogears

### 1999
- Asheron's Call
- Chrono Cross
- Darkstone
- EverQuest
- Evolution 2: Far Off Promise
- Final Fantasy VIII
- Legend of Mana
- Might and Magic VII: For Blood and Honor
- Lands of Lore III
- Pokémon Rouge et Bleu
- Revenant
- Septerra Core
- Shenmue
- Silver
- System Shock 2
- Ultima IX Ascension
- Valkyrie Profile
- Wild Arms 2
- Planescape: Torment
- SaGa Frontier 2
- Star Ocean: The Second Story

## Années 2000

### 2000
- Baldur's Gate II: Shadows of Amn
- Breath of Fire IV
- Diablo II
- Dragon Quest VII
- Final Fantasy IX
- Grandia 2
- Icewind Dale
- Might and Magic VIII: Day of the Destroyer
- Nox
- Summoner
- Tales of Eternia
- Vagrant Story
- Vampire : La Mascarade - Rédemption

### 2001
- Anarchy Online
- Animal Crossing
- Arcanum : Engrenages et Sortilèges
- Dark Age of Camelot
- Evil Islands
- Final Fantasy X
- Gothic
- Paper Mario
- Pokémon Or et Argent
- Shenmue II
- Skies of Arcadia
- Star Ocean: Blue Sphere
- TEM La Firme - Terraforming enterprise of MARS
- Throne of Darkness

### 2002
- Arx Fatalis
- Asheron's Call 2
- Divine Divinity
- Dungeon Siege
- The Elder Scrolls III: Morrowind
- Golden Sun
- Gorasul : L'Héritage du dragon
- Icewind Dale II
- Kingdom Hearts
- Might and Magic IX
- Neverwinter Nights
- Unlimited Saga
- Star fox Adventure
- Wild Arms 3
- Xenosaga Episode I: Der Wille zur Macht
- Yakusoku no Chi Riviera

### 2003
- Baten Kaitos
- Breath of Fire: Dragon Quarter
- Dark Chronicle
- Darkened Skye
- Entropia Universe
- EVE Online
- Final Fantasy X-2
- Golden Sun : L'Âge perdu
- Gothic 2
- Harvest Moon: A Wonderful Life
- Lineage II
- Mario and Luigi: Superstar Saga
- Mistmare
- Shadowbane
- Spellforce: The Order of Dawn
- Star Ocean: Till the End of Time
- Star Wars Galaxies
- Star Wars: Knights of the Old Republic
- Slayers Online

### 2004
- Beyond Divinity
- Star Wars : Knights Of the Old Republic 2 : The Sith Lords
- City of Heroes
- Dofus
- Dragon Quest VIII
- EverQuest II
- Fable
- Final Fantasy XI
- Kingdom Hearts: Chain of Memories
- Kult: Heretic Kingdoms
- Paper Mario : la Porte millénaire
- Pokémon Émeraude
- Pokémon Rouge Feu et Vert Feuille
- Sacred
- Sword of Mana
- Tales of Symphonia
- The Fall: Last Days of Gaia
- The Saga of Ryzom
- Vampire: The Masquerade - Bloodlines
- World of Warcraft
- Xenosaga Episode II: Jenseits von Gut und Böse

### 2005
- Dungeon Lords
- Dungeon Siege II
- Guild Wars
- Kingdom Hearts 2
- Neverend : La Malédiction des Fées
- Roma Victor
- Shadow Hearts: Covenant
- The Bard's Tale
- The Matrix Online
- Wild Arms 4

### 2006
- Archlord
- Atelier Iris 3: Grand Fantasm
- Dark and Light
- Etrom: The Astral Essence
- Gods: Lands of Infinity
- Gothic 3
- Magical Starsign
- Mario et Luigi : Les Frères du temps
- Neverwinter Nights 2
- Phantasy Star Universe
- Silverfall
- SpellForce 2: Shadow Wars
- The Elder Scrolls IV: Oblivion
- Titan Quest
- Xenosaga Episode III: Also sprach Zarathustra

### 2007
- Dawn of Magic
- Etrian Odyssey
- Final Fantasy XII
- Gods and Heroes: Rome Rising
- Grotesque
- Hellgate: London
- Jade Empire
- Loki
- Lost Odyssey
- Magical Starsign
- Mass Effect
- Le Seigneur des anneaux online
- Pokémon Diamant et Perle
- Regnum Online
- Stranger
- Tabula rasa
- The Chronicles of Spellborn
- The Witcher
- Two Worlds
- Vanguard: Saga of Heroes
- World of Warcraft: The Burning Crusade

### 2008
- Age of Conan: Hyborian Adventures
- Fable 2
- Inazuma Eleven
- Infinite Undiscovery
- Le Seigneur des Anneaux Online : les Mines de la Moria
- Pirates of the Burning Sea
- Rise of the Argonauts
- Sacred 2: Fallen Angel
- Tales of Symphonia : Dawn of the new world
- The Last Remnant
- Warhammer Online: Age of Reckoning
- World of Warcraft: Wrath of the Lich King

### 2009
- Aion: The Tower of Eternity
- Demon's Souls
- Divinity 2: Ego Draconis
- Dragon Age: Origins
- Eternal Eden 2
- Final Fantasy: The 4 Heroes of Light
- Inazuma Eleven 2
- Inquisitor
- King Arthur
- Risen
- Star Ocean: The Last Hope
- Tales of Vesperia
- Trinity Universe
- Mario et Luigi : Voyage au centre de Bowser
- Wakfu : Les Gardiens

## Années 2010

### 2010
- Alpha Protocol
- Arena
- Drakensang: The River of Time
- Fable 3
- Fallout: New Vegas
- Final Fantasy XIII
- Inazuma Eleven 3
- Kingdom Hearts: Birth by Sleep
- Mass Effect 2
- Ni no Kuni
- Two Worlds II
- World of Warcraft: Cataclysm
- Xenoblade Chronicles

### 2011
- Dark Souls
- Shin Megami Tensei: Devil Survivor Overclocked
- The Elder Scrolls V: Skyrim
- The Witcher 2: Assassins of Kings

### 2012
- Bravely Default
- Diablo III
- Dragon's Dogma
- Dragon Quest X : Le Réveil des cinq tribus
- Final Fantasy XIII-2
- Game of Thrones
- Les Royaumes d'Amalur : Reckoning
- Legend of Grimrock
- Mass Effect 3
- Of Orcs and Men
- One Piece: Romance Dawn
- Pandora's Tower
- Pokémon : Donjon mystère - Les Portes de l'infini
- Project X Zone
- Risen 2
- Shin Megami Tensei: Devil Summoner - Soul Hackers
- The Last Story
- The Secret World
- Wakfu

### 2013
- Dragon's Crown
- Etrian Odyssey IV: Legends of the Titan
- Final Fantasy XIV
- Inazuma Eleven 3
- Mario and Luigi: Dream Team Bros.
- Monster Hunter 3 Ultimate
- Pokémon X et Y
- Shadowrun Returns
- The Dark Eye Demonicon

### 2014
- Child of Light
- Dark Souls II
- Divinity: Original Sin
- Dragon Age: Inquisition
- Lightning Returns: Final Fantasy XIII
- Lords of the Fallen
- Pillars of Eternity
- Risen 3: Titan Lords
- South Park : Le Bâton de la vérité
- The Elder Scrolls Online
- Wasteland 2
- Honkai Impact 3rd (en)

### 2015
- Bloodborne
- Fallout 4
- Tales of Zestiria
- The Witcher 3: Wild Hunt
- Torment: Tides of Numenera
- Underrail
- Undertale
- Xenoblade Chronicles X

### 2016
- Dark Souls III
- Dragon Quest Builders
- Final Fantasy XV
- Persona 5
- Bleach: Brave Souls

### 2017
- Albion Online
- Horizon Zero Dawn
- Nioh
- South Park: L'Annale du Destin
- Xenoblade Chronicles 2

### 2018
- Distortions
- Fear & Hunger
- Aria's Story
- Dead or school

### 2019
- Action Taimanin (en)
- Druidstone: The Secret of the Menhir Forest
- Lovecraft's Untold Stories (en)
- Atelier Ryza: Ever Darkness & the Secret Hideout
- Paths Taken
- 嗜血印 Bloody Spell DLC 女装大佬

## Années 2020

### 2020
- Counterside: Line Battle Arena
- Rising Star 2
- Magin: The Rat Project Stories
- BLEACH Brave Souls - Action 3D
- 美少女格斗学院／Beautiful Girl Fight School
- Phantasy Star Online 2 New Genesis

### 2021
- The Way Home: Pixel Roguelike
- Fiend's Isle
- Atelier Sophie: The Alchemist of the Mysterious Book DX
- Blue Archive
- The Good Life by PLAYISM
- Bless Unleashed

### 2022
- CounterSide
- Horizon Forbidden West
- Xenoblade Chronicles 3
- Monster Hunter Rise : Sunbreak
- Rogue Legacy 2
- Elden Ring
- Crisis Core: Final Fantasy VII Reunion
- Marvel's Midnight Suns
- World of Warcraft: Dragonflight
- Weird West
- Triangle Strategy
- Pokémon Écarlate / Violet
- Tower of Fantasy
- Tiny Tina's Wonderlands
- Have a Nice Death
- Lost Ark
- Légendes Pokémon : Arceus

### 2023
- World Of Mystery
- Atelier Resleriana
- Eden Eternal-聖境伝説

### 2024
- Dread Delusion (en)
- Nighthawks de "Wadjet Eye Games"
- Atelier Resleriana: Forgotten Alchemy and the Polar Night Liberator
- Neon Tail
- Airtight City 2.0 : Awakening
- #BLUD (Humble Games)
- They Are Rising
- Type-NOISE: Shonen Shojo
- Savara
- Whiskey-Four
- 街头抢地盘Street grabbing of territory
- Dust & Courage: Jake Bolton’s Journey
- Angel (ANTD Interactive)
- Honor Bound
- Luma Island
- Chalice of Highland
- Shujinkou
- Break the Empire
- Dolven
- Ys X: Nordics
- Spellsided
- Dark Hunting Ground
- Grand Fantasia : ORIGIN